# GMC Syclone
A GMC Syclone foi desenvolvida por uma empresa coligada à GM chamada PAS (Production Automotive Services).
Ela utilizou a plataforma da GMC Sonoma (S-15) da época (1991) com motor V6 "short block", turbinado (pressão máx. de 14 lbs/pol ou +/- 0,7 kg), intercooler ar-água, câmbio automático do Corvete ZR 1 modificado, e tração nas quatro rodas ("emprestada" da GMC Bravada). Sua potência divulgada era de 280bhp(284cv) com 350 lb-ft de torque, embora fontes bastante confiáveis tenham medido sua potência posteriormente em aproximadamente 300bhp(304cv). Ela fazia de 0 a 96 km/h em 4,7 segundos e cumpria o 1/4 de milha (402 metros) em 13,5 s. Sua velocidade máxima era limitada a 203 km/h. Em 1991 a revista Car & Driver testou a Syclone contra uma Ferrari 348 ts V8 de 300bhp no 1/4 de milha onde a Pick-Up venceu as duas baterias com folga. Foram construídas aproximadamente 2.800 GMC Syclone durante o ano de 1991.
Existem 3 modelos 1992. Sabe-se que um deles foi destruído numa prova de "Crash Test" e outro está no museu da GM em Detroit.
Foram fabricadas também 10 exemplares da chamada Marlboro Syclone para uma promoção da marca, elas foram distribuídas em sorteios pelos EUA e tornaram-se rapidamente exemplares de coleção muito valiosos. Alguns dos diferenciais eram os bancos em couro com logo da Marlboro, pintura externa vermelha e teto que podia ser retirado.